# NGC 4867
NGC 4867 ist eine 14,5 mag helle Elliptische Galaxie vom Hubble-Typ E3 im Sternbild Haar der Berenike am Nordsternhimmel. Sie ist schätzungsweise 214 Millionen Lichtjahre von der Milchstraße entfernt und hat einen Durchmesser von etwa 30.000 Lj.
Im selben Himmelsareal befinden sich u. a. die Galaxien NGC 4864, NGC 4871, IC 3955, IC 3968.
Das Objekt wurde am 10. Mai 1863 von Heinrich Louis d’Arrest entdeckt; diese Beobachtung wurde am 28. April 1885 von Guillaume Bigourdan bestätigt.